# Moeng
Moeng è un villaggio del Botswana situato nel distretto Centrale, sottodistretto di Serowe Palapye. Il villaggio, secondo il censimento del 2011, conta 11 abitanti.

## Località
Nel territorio del villaggio sono presenti le seguenti 1 località:
- Moeng College di 1.510 abitanti